# マグナム (バンド)
マグナム（Magnum）は、イングランド出身のハードロック・バンド。1972年に結成。
デビュー作『キングダム・オブ・マッドネス』でプログレッシブ・ロックの要素を取り入れたハードロックを展開した後、3作目のアルバム『チェイス・ザ・ドラゴン』が全英アルバムチャートで最高位17位を記録し、その名が広く知られるようになる。メロディアス・ハードロックの代表格とされる。

## 年譜

### 結成からジェット・レコード時代（1972年 - 1984年）
1972年結成。1976年まではカヴァー曲中心のバンドとして活動を続ける。同年、中心メンバーであったボーカルのボブ・カトレイとギタリストのトニー・クラーキンにドラマーのケックス・ゴーリンとベーシストのデイヴ・モーガンが合流。なおデイヴ・モーガンは後にエレクトリック・ライト・オーケストラのメンバーとなる。さらにベースがデイヴ・モーガンからウォリー・ロウに交替、キーボーディストのリチャード・ベイリーが加入し、バンドの基本的な骨格が完成する。
1978年、ジェット・レコードからアルバム『キングダム・オブ・マッドネス』を発表。全英アルバムチャート58位まで上昇する。タイトル曲はバンドの代表曲として後々までコンサートのハイライトの一つとなった。
1979年、2枚目のアルバム『マグナム II』を発売。このアルバムはチャートインに失敗したが、続いて出したライブ・アルバム『マローダー』が全英チャート34位まで上昇。さらにライブ・シングル「Magnum Live」も全英シングルチャート47位となり、バンドは命脈を保つ。この頃、キーボーディストがマーク・スタンウェイに交替。
1982年、ジェフ・グリックスマンをプロデューサーに迎えて制作したアルバム『チェイス・ザ・ドラゴン』が全英チャート17位まで上昇。ハードロック・バンドとしての地位を固める。このアルバムからは「Soldier of the line」「Sacred Hour」「The Spirit」がコンサートの定番曲となった。またアルバムのアートワークをロドニー・マシューズが手がけた。この時期、バンドはオジー・オズボーンのサポート・アクトとしてアメリカ・ツアーに同行している。
1983年、セルフ・プロデュースのアルバム『ジ・イレヴンス・アワー!』発表。このアルバムは全英チャート38位となるもバンドはジェット・レコードを離れる。この後バンドはしばらく活動を停止。マーク・スタンウェイはフィル・ライノットのバンドに参加。またドラマーがジム・シンプソンに交替。

### 商業的全盛期（1985年 - 1995年）
1985年、バンドはFMレコードに移籍してアルバム『オン・ア・ストーリーテラーズ・ナイト』を発表。ドラマーがミッキー・バーカーに交替。これで黄金期のメンバーが揃ったことになる。全英チャート24位を獲得。ヨーロッパにおいても順調なセールスを記録。「On a Storyteller's Night」「Just Like an Arrow」「Les Morts Dancant」などがコンサートのハイライト曲となる。このアルバムの成功によってバンドはポリドール・レコードとの契約を獲得した。また、この年ドニントン・パークで開催されたモンスターズ・オブ・ロック・フェスティバルのオープニング・アクトにも選ばれている（他に参加したバンドはボン・ジョヴィ、メタリカ、マリリオン、ZZトップ）。
1986年、クイーンのロジャー・テイラーを共同プロデューサーに迎えてアルバム『ロンリー・ナイト』を制作。「Vigilante」「Need a Lot of Love」「When the World Comes Down」などがコンサートの定番曲となる。
1988年、アルバム『ウイングス・オブ・ヘヴン』発売。全英チャート5位獲得。バンドはアリーナ・ツアーを行えるまでになる。
1990年、キース・オルセンをプロデューサーに迎えたアルバム『グッドナイトL.A.』発表。全英チャート9位獲得。
1991年、ライブ・アルバム『The Spirit』発表。しかしバンドはこのアルバムを最後にポリドールを離れて迷走を始める。
1992年にはインディーズ・レーベルのミュージック・フォー・ネイションズからアルバム『Sleepwalking』を発表。
1994年にはアコースティック・アルバム『Keeping the Nite Light Burning』と通常のアルバム『Rock Art』を発表。しかしバンドは解散を表明し、解散記念ツアーに出る。
1995年、解散記念ツアーを収録したライブ・アルバム『ストロングホールド〜ライブ〜』発表。バンドは解散。

### ハード・レイン時代（1997年 - 1999年）
ボブ・カトレイとトニー・クラーキンはバンド「ハード・レイン (Hard Rain)」を結成して活動するも、時代はオルタナティヴ・ロック一色というハードロック暗黒時代にさしかかっており、バンドはなかなか軌道に乗らなかった。そうこうするうちにボブ・カトレイのソロ活動に勢いが付き始めてバンドは解散。ボブ・カトレイはソロのボーカリストとして成功を収める。

### 再始動以降（2001年 - ）

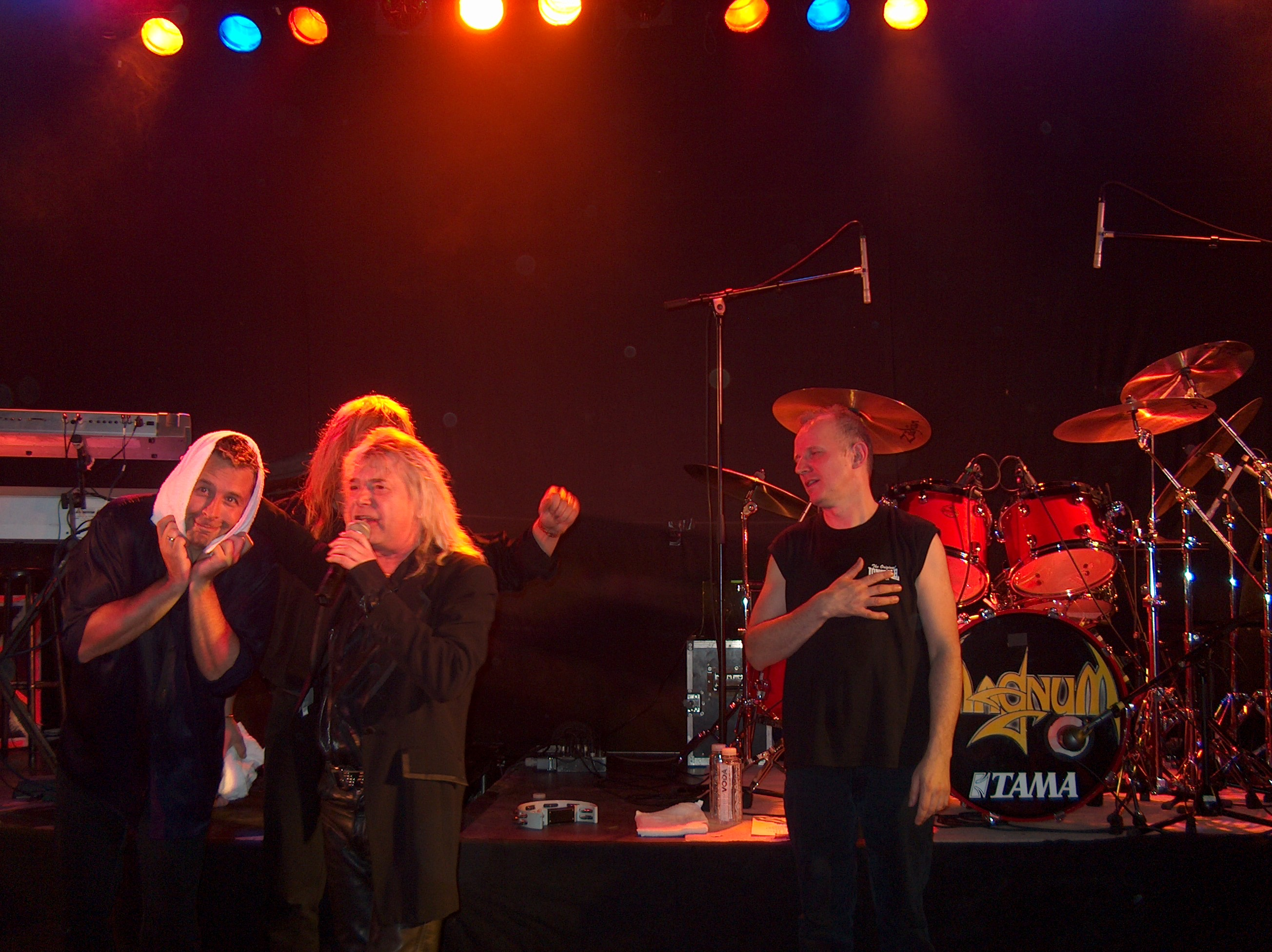
2005年のグループショット

2001年、ボブ・カトレイとトニー・クラーキンはマーク・スタンウェイを呼び戻し、ハード・レインにも参加していたベーシストのアル・バロウも加えてマグナムを再結成。
2002年、アルバム『ブレス・オブ・ライフ』をリリースし、その後 元サンダーのハリー・ジェイムズを新ドラマーとして迎えた。
以降、コンスタントに作品リリースを重ねる。
2016年、長年在籍した全盛期メンバーのマーク・スタンウェイ、翌2017年にはハリー・ジェイムズが脱退。新メンバーにリー・モリス (ドラムス)、リック・ベントン (キーボード)が加入。
2018年、新体制に移行してから初の19thアルバム『Lost on the Road to Eternity』を発表。
2019年、長年在籍したアル・バロウ (ベース)が家庭の事情で脱退。後任にデニス・ワード（元ピンク・クリーム69）が加入。
2020年、節目の20thアルバム『The Serpent Rings』を発表。
2022年、21stアルバム『The Monster Roars』を発表。
2024年初頭、創設メンバーのトニー・クラーキンが死去。これで在籍するオリジナルメンバーは、ボブ・カトレイのみとなった。直後には遺作となる22ndアルバム『Here Comes The Rain』を発表する。そして3月8日に「トニーなしでの活動の継続が難しい」との理由から、ボブ・カトレイがバンドの解散を宣言した。
その後カトレイは、時間が経過してから考えを改めて解散を撤回。新ギタリストにブレンドン・ライリーを迎え、翌2025年からクラーキンの追悼ライブで活動再開すると明言した。

## メンバー

### 現ラインナップ
（2024年10月時点）
- ボブ・カトレイ (Bob Catley) – ボーカル (1972年–1995年、2001年– )
- デニス・ワード (Dennis Ward) – ベース (2019年– )
- リック・ベントン (Rick Benton) – キーボード (2016年– )
- リー・モリス (Lee Morris) - ドラムス (2017年– )
- ブレンドン・ライリー (Brendon Riley) – ギター (2024年– )

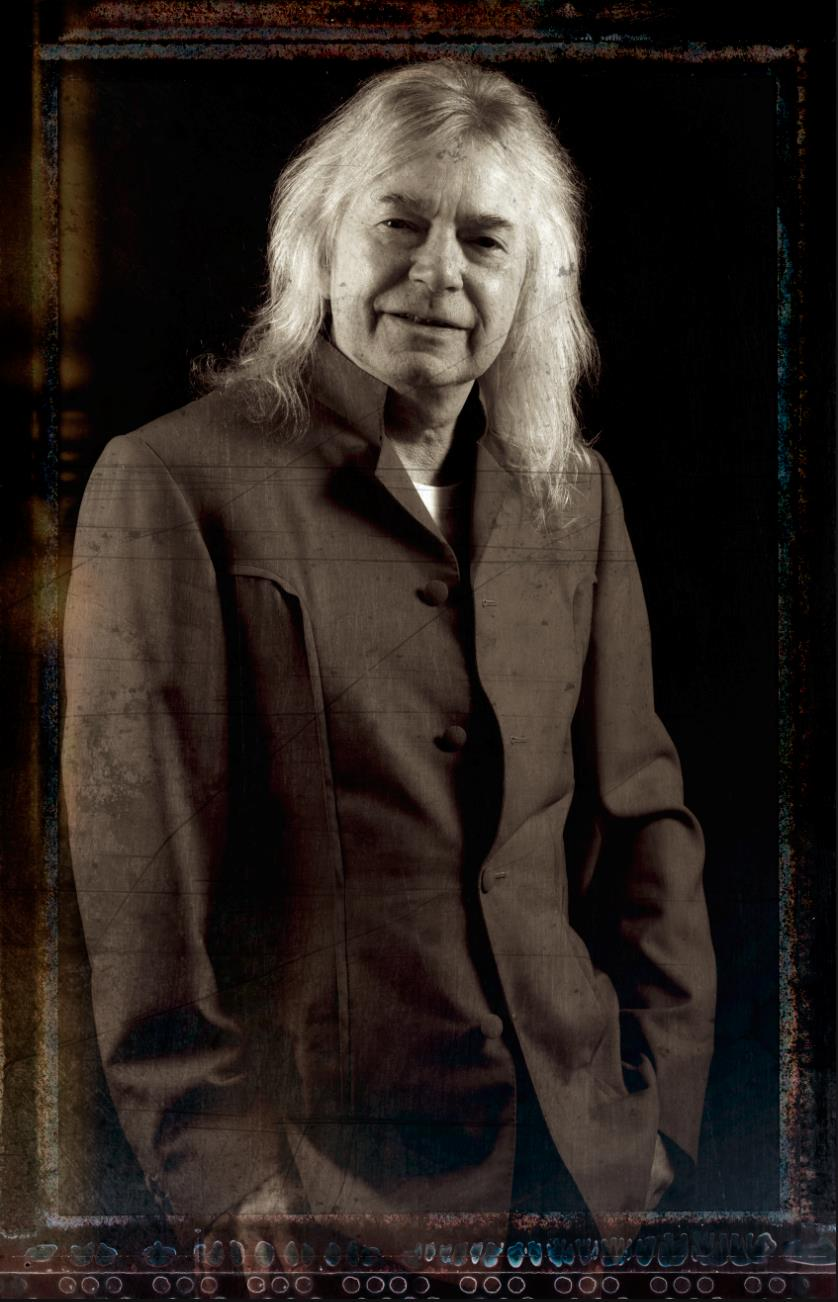
ボブ・カトレイ(Vo) 2017年
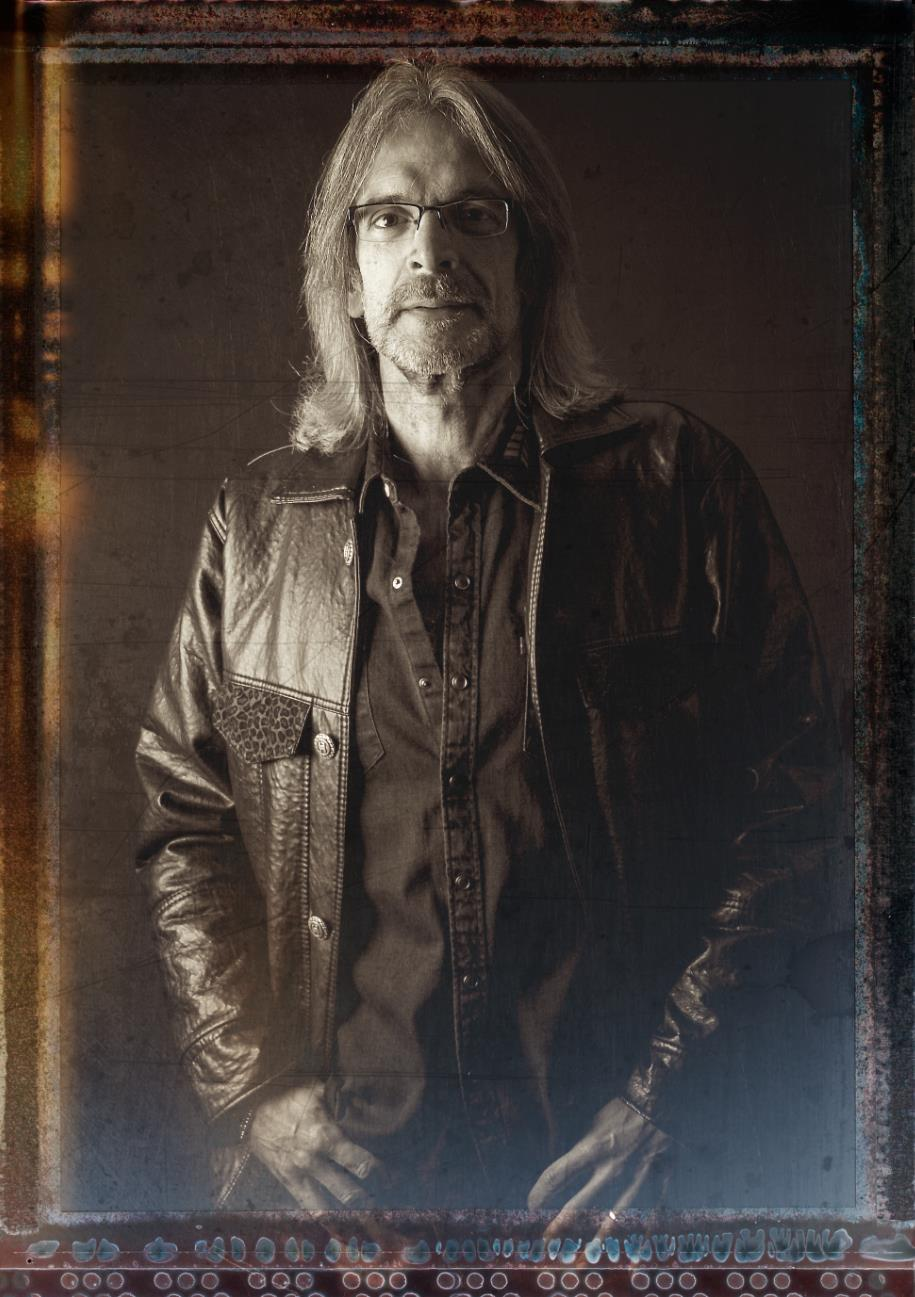
リック・ベントン(Key) 2017年

### 旧メンバー
- トニー・クラーキン (Tony Clarkin) – ギター (1972年–1995年、2001年–2024年) ※2024年死去
- ケックス・ゴーリン (Kex Gorin) – ドラムス (1972年–1984年) ※2007年死去
- ボブ・ドイル (Bob Doyle) – ベース (1972年)
- デイヴ・モーガン (Dave Morgan) – ベース (1972年–1975年)
- ウォリー・ロウ (Colin "Wally" Lowe) – ベース (1975年–1995年)
- リチャード・ベイリー (Richard Bailey) – キーボード (1976年–1980年)
- マーク・スタンウェイ (Mark Stanway) – キーボード (1980年–1984年、1985年–1995年、2001年–2016年)
- ジム・シンプソン (Jim Simpson) – ドラムス (1984年–1985年)
- ミッキー・バーカー (Mickey Barker) – ドラムス (1985年–1995年)
- アル・バロウ (Al Barrow) – ベース (2001年–2019年)
- ジミー・コープリー (Jimmy Copley) – ドラムス (2005年–2007年) ※2017年死去
- ハリー・ジェイムズ (Harry James) – ドラムス (2002年–2005年、2007年–2017年)

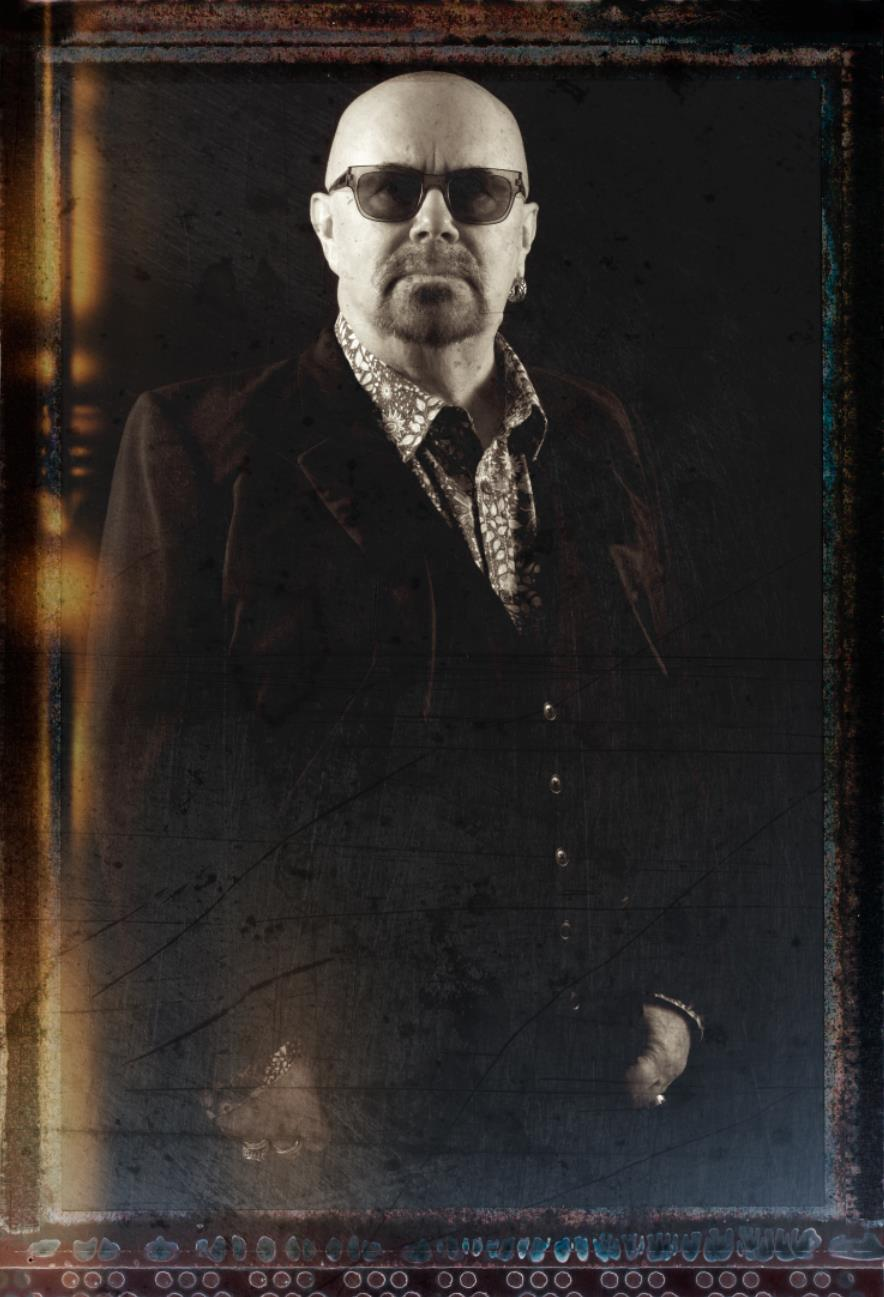
トニー・クラーキン(G) 2017年
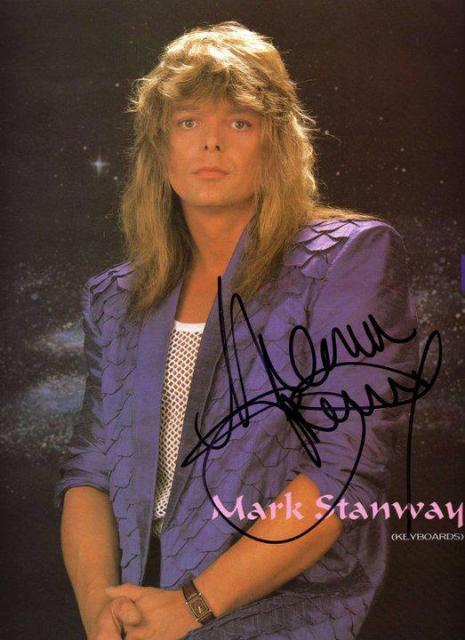
マーク・スタンウェイ(Key)

## ディスコグラフィ

### スタジオ・アルバム
- 『キングダム・オブ・マッドネス』 - Kingdom of Madness (1978年) ※旧邦題『狂気同盟』
- 『マグナム II』 - Magnum II (1979年)
- 『チェイス・ザ・ドラゴン』 - Chase the Dragon (1982年)
- 『ジ・イレヴンス・アワー!』 - The Eleventh Hour! (1983年)
- 『オン・ア・ストーリーテラーズ・ナイト』 - On a Storyteller's Night (1985年)
- 『ロンリー・ナイト』 - Vigilante (1986年)
- 『ウイングス・オブ・ヘヴン』 - Wings of Heaven (1988年)
- 『グッドナイトL.A.』 - Goodnight L.A. (1990年)
- Sleepwalking (1992年)
- Rock Art (1994年)
- 『ブレス・オブ・ライフ』 - Breath of Life (2002年)
- 『ブランド・ニュー・モーニング』 - Brand New Morning (2004年)
- 『プリンセス・アリス・アンド・ザ・ブロークン・アロウ』 - Princess Alice and the Broken Arrow (2007年)[15]
- Into the Valley of the Moonking (2009年)[16]
- The Visitation (2011年)
- 『オン・ザ・サーティーンス・デイ』 - On the 13th Day (2012年)[17]
- 『エスケイプ・フロム・ザ・シャドウ・ガーデン』 - Escape from the Shadow Garden (2014年)[18]
- Sacred Blood "Divine" Lies (2016年)[19]
- Lost on the Road to Eternity (2018年)
- The Serpent Rings (2020年)
- The Monster Roars (2022年)
- Here Comes The Rain (2024年)

### ライブ・アルバム
- 『マローダー』 - Marauder (1980年)
- Invasion Live (1989年) ※録音は1982年
- The Spirit (1991年)
- 『ライヴ・イン・ロンドン』  - (1994年) ※録音は1985年
- 『ザ・ラスト・ダンス』 - The Last Dance (1996年) ※1995年12月31日の解散ライブを収録
- 『ストロングホールド〜ライブ〜』 - Stronghold (1997年) ※『The Last Dance』に数曲追加したもの
- Days of Wonder (2000年) ※録音は1976年
- The River Sessions (2004年) ※録音は1985年
- Wings of Heaven Live (2008年)
- Escape from the Shadow Garden – Live 2014 (2015年)
- Live at the Symphony Hall (2019年)

### 企画アルバム
- Keeping the Nite Light Burning (1995年) ※アコースティック・スタジオ録音

### コンピレーション・アルバム
- Mirador (1987年)
- Foundation (1990年)
- Archive (1993年) ※Jet Records時代の未発表テイク集。「Magnum Archives」とは別作品。
- Chapter & Verse: The Very Best of MAGNUM (1993年) ※Polydor時代のベスト
- Evolution (2011年) ※SPV時代のベスト
- The Valley of Tears – The Ballads (2017年) ※過去作のリマスター&リレコーディング

### ハード・レイン名義
- 『ハード・レイン』 - Hard Rain (1997年) ※『Perpetual Commotion』として再発あり
- When the Good Times Come (1999年)